# Хемингвеј (Јужна Каролина)
Хемингвеј (енгл. Hemingway) град је у америчкој савезној држави Јужна Каролина.

## Демографија
По попису из 2010. године број становника је 459, што је 114 (-19,9%) становника мање него 2000. године.
| Група             | 2000.       | 2010.       |
| Белци             | 463 (80,8%) | 257 (56,0%) |
| Афроамериканци    | 106 (18,5%) | 159 (34,6%) |
| Азијати           | 0 (0,0%)    | 8 (1,7%)    |
| Хиспаноамериканци | 1 (0,2%)    | 33 (7,2%)   |
| Укупно            | 573         | 459         |